# GR 5
Der GR 5 ist ein transnationaler Fernwanderweg. Er ist der kontinentale Teil des auf den britischen Inseln beginnenden Europäischen Fernwanderwegs E2 und führt von der Nordsee über rund 2080 km ans Mittelmeer.

## Bezeichnung
Die Bezeichnung GR (= Sentier de Grande Randonnée) ist darauf zurückzuführen, dass der Weg überwiegend durch Frankreich verläuft (wo er einer der längsten landesweiten Wege ist) und vor allem durch die Initiative der Fédération française de la randonnée pédestre bekannt geworden ist.

## Verlauf

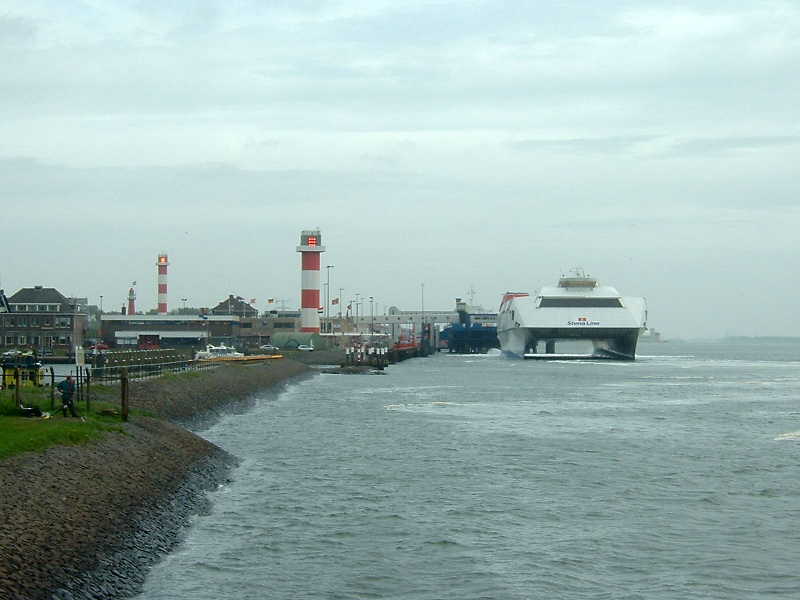
Der Startpunkt des GR 5, Hafen von Hoek van Holland

Die längste Variante des GR 5 beginnt an der niederländischen Küste in Hoek van Holland und führt auf dem Deltapad nach Bergen op Zoom; andere Quellen lassen den GR 5 erst dort, in Bergen, beginnen. Der GR 5 führt nach Belgien und verläuft durch Flandern nach Osten bis in die belgische Provinz Limburg. Am Sint Pietersberg bei Maastricht berührt er den südlichen Endpunkt des längsten niederländischen Fernwanderwegs, des Pieterpads. Dort wendet sich der GR 5 nach Süden und durchquert auf über 200 km die belgischen Ardennen. Er verläuft durch Luxemburg, die Vogesen und den Sundgau.
Südlich von Belfort führt der GR 5 in den Jura; dort verläuft er zum Teil gemeinsam mit der Grande Traversée du Jura und kann im Winter auch auf Langlaufski oder Schneeschuhen begangen werden. Aus dem Jura steigt der Weg ab zum Genfersee, der von Nyon nach Thonon-les-Bains oder Saint-Gingolph VS per Schiff überquert wird.
Am Südufer des Genfersees beginnt die bekannteste Teilstrecke des GR 5, die Grande Traversée des Alpes, die über 660 km durch die Westalpen (Montblancgruppe, Grajische Alpen, Cottische Alpen und Seealpen), durch einsame Täler und Naturparks, bis nach Nizza führt. Teile dieser Trasse werden auch von dem neueren, alpenweiten Wegenetz Via Alpina genutzt. Von den Seealpen zum Mittelmeer bevorzugen viele Wanderer den GR 52 von Saint-Dalmas de Valdeblore nach Menton.

## Film
Die 2020 gedrehte belgisch-deutsche Drama-Serie „Missing Lisa“ spielt auf dem GR 5. Freunde und Familie begeben sich fünf Jahre nach dem Verschwinden Lisas in den Vogesen auf die Suche nach der vermissten Tochter bzw. Freundin.